# 839
| [ Edytuj tabelę ]          |                                              |
| Król Anglii                | - 825 Egbert 839 - 839 Ethelwulf 858         |
| Hrabia Aragonii            | - 809 Aznar I 839                            |
| Król Asturii               | - 791 Alfons II 842                          |
| Hrabia Barcelony           | - 836 Bernard 844                            |
| Cesarz Bizancjum           | - 829 Teofil 842                             |
| Chan Bułgarii              | - 836 Presjan 852                            |
| Cesarz Chin                | - 826 Tang Wenzong 840                       |
| Król Franków wschodnich    | - 814 Ludwik I Pobożny 840                   |
| Cesarz Japonii             | - 833 Ninmyō 850                             |
| Kalif                      | - 833 Al-Mutasim 842                         |
| Król Khmerów               | - 802 Dżajawarman II 850                     |
| Patriarcha Konstantynopola | - 836 Jan VII Gramatyk 843                   |
| Król Mercji                | - 830 Wiglaf 840                             |
| Król Nawarry               | - 824 Inigo Arista 851                       |
| Król Nortumbrii            | - 808 Eanred 840                             |
| Książę Obodrzyców          | - 826 Gostomysł 844                          |
| Papież                     | - 827 Grzegorz IV 844                        |
| Cesarz rzymski             | - 814 Ludwik I Pobożny 840 - 817 Lotar I 855 |
| Doża Wenecji               | - 837 Pietro Tradonico 864                   |
| Książę wielkomorawski      | - 820 Mojmir I 846                           |

Rok 839 / DCCCXXXIX
stulecia: VIII wiek ~
IX wiek ~
X wiek

lata: 829 «
834 «
835 «
836 «
837 «
838 «
839
» 840
» 841
» 842
» 843
» 844
» 849

## Wydarzenia
- 30 maja – po śmierci króla Akwitanii Pepina I jego królestwo podzielili między sobą Lotar I i Karol II Łysy.

- Wyprawa Ludwika Pobożnego na Wieletów i Glinian; walki prowadzono również przeciw Koledyczanom, zdobyto siedzibę księcia Ciemysła oraz 11 innych grodów.
- Z karolińskiej marchii fryzyjskiej wykształciło się przy ujściu Renu hrabstwo Holandii, rządzone przez hrabiego Gerolfa I.

## Urodzili się
- 13 czerwca – Karol Otyły, cesarz, król zachodniofrankijski (zm. 888)

## Zmarli
- Ciemysł, książę Serbów łużyckich (ur. ?)
- Damei Fachang, chiński mistrz chan ze szkoły hongzhou (ur. 752)